# Tempest (canción de Bob Dylan)
"Tempest" es la novena canción del álbum de Bob Dylan Tempest, publicado en septiembre de 2012. Como la mayoría de las composiciones de Dylan en el siglo XXI, está editada bajo el pseudónimo de Jack Frost.
Con una duración de 13:54 —lo que la convierte en la tercera canción más larga de su autor hasta la fecha, solo superada por "Murder Most Foul" (2020) y "Highlands" (1997)—, es una canción de género folk que habla sobre el hundimiento del RMS Titanic ocurrido el 14 de abril de 1912.

## Composición
Se trata de una canción de 45 versos que mezcla realidad y ficción. Uno de los personajes de la canción es Leo, es decir Leonardo DiCaprio, el protagonista de la película de 1997 Titanic.